# Flexiseps elongatus
Flexiseps elongatus — вид сцинкоподібних ящірок родини сцинкових (Scincidae). Ендемік Мадагаскару.

## Поширення і екологія
Flexiseps elongatus мешкають на півночі острова Мадагаскар та на сусідньому острові Нусі-Бе. Вони живуть в тропічних лісах.